# 哈力費理安
在托爾金（J. R. R. Tolkien）的小说裡，哈力費理安（Halifirien），即敬畏之山（Hill of Awe），又稱為Eilenaer ，是剛鐸（Gondor）發生多件歷史大事的所在。哈力費理安位於剛鐸領地的中心。山腳長滿巨樹。山劫長而陡斜，樹木生長到接近頂峰。
哈力費理安是剛鐸的中央地區，可說是剛鐸的神聖中心。

## 歷史

### 伊蘭迪爾之墓
在最後聯盟戰役（War of the Last Alliance）後，埃西鐸（Isildur）確立了剛鐸的邊界，並發現哈力費理安是剛鐸的中心。他在這裡埋葬他的父親伊蘭迪爾（Elendil），哈力費理安始被稱為敬畏之山，埃西鐸在山頂祈求維拉（Valar）保護哈力費理安，維拉們應其所求。埃西鐸要人民保守秘密並禁止人民侵擾哈力費理安。墳墓並沒有被任何剛鐸皇儲及攝政王碰過。

### 伊歐誓言
第十二任剛鐸攝政王西瑞安（Cirion）統治時期，剛鐸受到大規模入侵。卡蘭納宏（Calenardhon）在大瘟疫後人口銳減。西瑞安向伊歐西歐德（Éothéod）求援，並擊退了入侵者。西瑞安將卡蘭納宏劃給伊歐西歐德。
西瑞安帶伊歐西歐德的首領伊歐（Eorl）到神聖的哈力費理安，他們在那裡立誓，即伊歐誓言（Oath of Eorl），將卡蘭納宏劃給伊歐西歐德，並承諾兩國永遠和好。哈力費理安再也不是剛鐸的中心。西瑞安將伊蘭迪爾的棺材移到歷代剛鐸國王下葬的拉斯迪南（Rath Dínen）。

### 烽火臺
一連串的烽火臺設在伊瑞德尼姆拉斯（Ered Nimrais）之上，以便向南剛鐸示警。其後，烽火臺亦用作向安諾瑞安（Anórien）示警。伊蘭迪爾的墳墓被搬遷後，伊瑞德尼姆拉斯西端烽火臺設在哈力費理安之上。
即使伊蘭迪爾的遺體遷到米那斯提力斯（Minas Tirith），人民依然對哈力費理安存有敬畏之心。烽火臺守衛住在接近頂峰的小屋裡。

## 外部連結
- Encyclopedia of Arda